# Gran Premi Fred Mengoni
El Gran Premi Fred Mengoni era una competició ciclista d'un dia que es disputava a Castelfidardo a la Província d'Ancona (Marques). La primera edició data del 2001 i formà part del calendari de l'UCI Europa Tour, de 2005 a 2006, i el 2008. El 2007 i 2008 també se'l va conèixer com a Gran Premio Industria, Commercio e Artigianato di Castelfidardo.
Juntament amb el Trofeu Ciutat de Castelfidardo va formar l'anomenada Due Giorni Marchigiana que premiava el millor ciclista en la suma de les dues curses.

## Palmarès
| Any  | Vencedor          | Segon               | Tercer            |
| ---- | ----------------- | ------------------- | ----------------- |
| 2001 | Fabio Bulgarelli  | Dimitri Gainitdinov | Branko Filip      |
| 2002 | Danilo Di Luca    | Bo Hamburger        | Sylwester Szmyd   |
| 2003 | Alessio Galletti  | Bo Hamburger        | Fortunato Baliani |
| 2004 | Damiano Cunego    | Daniele Nardello    | Cristian Moreni   |
| 2005 | Luca Mazzanti     | Francesco Failli    | Lorenzo Bernucci  |
| 2006 | Andrea Tonti      | Rinaldo Nocentini   | Santo Anzà        |
| 2007 | Matteo Scaroni    | Davide Bonnucelli   | Antonino Puccio   |
| 2008 | Aleksei Tsatévitx | Paolo Tomaselli     | Maciej Paterski   |